# 200 kilos de beauté
Pour plus de détails, voir Fiche technique et Distribution.
200 kilos de beauté (미녀는 괴로워, Minyeoneun goerowo) est un film sud-coréen réalisé par Kim Yong-hwa, sorti en 2006. Il est distribué, en 2024, par Viki en VOSTF.

## Synopsis
Une chanteuse de talent obèse est, dans l'ombre, la véritable voix chantée d'une pop star de renom. Elle décide de faire de la chirurgie esthétique pour avoir une nouvelle identité et une chance d'arriver sur le devant de la scène.

## Fiche technique
- Titre : 200 kilos de beauté
- Titre original : 미녀는 괴로워 (Minyeoneun goerowo)
- Titre anglais : 200 Pounds Beauty
- Réalisation : Kim Yong-hwa
- Scénario : Noh Hye-young, Kim Sun-jung, Kim Seon-jeong et Kim Yong-hwa d'après le manga Kanna-san daiseikō desu! de Yumiko Suzuki
- Musique : Lee Jae-hak et Lee Jae-hak
- Photographie : Park Hyun-chul et Park Hyeon-cheol
- Montage : Jeong Jin-hui et Park Gok-ji
- Production : Bang Chu-seong, Won Dong-yun, Park Mu-seung, No Eun-hui, Jung Tae-sung et Won Dong-yun
- Société de production : KM Culture et REALise
- Pays :  Corée du Sud
- Genre : Comédie dramatique et romance
- Durée : 120 minutes
- Dates de sortie : 
  -  Corée du Sud : 14 décembre 2006

## Distribution
- Ju Jin-mo : Sang-jun
- Kim Ah-jung : Kang Han-na
- Sung Dong-il : le président Choi
- Kim Hyun-sook : Park Jeong-min
- Lim Hyeon-shik : le père de Han-na
- Lee Han-wi : Lee Kong-hak
- Ji Seo-yun : Ah-mi
- Myeong-gyu : Hyeon-deok
- Jeong Yoon : le manager de Pink
- Venny : Pink

## Distinctions
Le film a été nommé pour six Blue Dragon Awards et a reçu celui de la star la plus populaire pour Kim Ah-jung.